# John Rzeznik
John Joseph Theodore Rzeznik (Buffalo - Nova Iorque, 5 de dezembro de 1965) é um cantor, compositor, guitarrista e às vezes produtor norte americano de origem polonesa. Ele é melhor conhecido como o líder da banda de rock Goo Goo Dolls, da qual ele é membro fundador e com a qual ele gravou 10 álbuns em estúdio.
Seus pais se chamavam Joseph e Edith Rzeznik, Johnny era o caçula de cinco irmãos. Joseph era funcionário dos correios e Edith professora escolar, e ambos eram músicos, tocavam clarinete e flauta respectivamente. Joseph morreu aos 55 anos por complicações alcoólicas quando Johnny tinha 15 anos e, um ano depois, sua mãe teve um ataque cardíaco e também faleceu. Após perder seus pais, suas irmãs mais velhas, Phyllis, Fran, Glad e Kate, foram quem lhe deram suporte.
Durante esse período, Johnny começou a tocar guitarra por hobby. Não demorou muito e a vontade de formar uma banda surgiu, daí nasceu o "Sex Maggots", que mais tarde viria a se chamar Goo Goo Dolls. Inicialmente, a banda não conseguiu muito sucesso.
Johnny se casou em 1993 com a modelo Laurie Farinacci, o casamento não deu certo e eles se separaram em 1997. Logo depois ele conheceu Adrienne Frantz, com quem namorou até 2005. Logo depois conheceu  Melina Gallo.
Com quem se casou em 2013 , e em dezembro de 2016 nasceu a primeira filha do casal
Liliana Carella Rzeznik.
Alguns produtores musicais ouviram a música "Name", e pediram que eles escrevessem uma música para o filme que seria lançado e que se chamaria "Cidade dos Anjos". Eles chamaram a canção de "Íris", que acabou sendo o maior sucesso. A música foi introduzida no álbum "Dizzy Up the Girl".
Johnny Rzeznik também compôs e interpretou uma canção para o filme Treasure Planet (Planeta do Tesouro) da Disney, chamada "I'm Still Here".
Johnny também apareceu na série Charmed com a banda Goo Goo Dolls, cantando na "P3", boate de Piper Halliwell(vivida por Holly Marie Combs). É o episódio 19 da segunda temporada e se chama Ex-Libris. Ainda estava na época que Prue Halliwell (Shannen Doherty) estava viva e continuou viva até a 3ª temporada, até no último episódio, ser morta pelo demônio Shax, na tentativa de salvar um inocente, Shax foi enviado pela fonte do mal para matar com as "Encantadas" ("Charmed Ones"). Depois disso, da 4ª a 8ª temporada, Prue foi substituída por Paige Matthews, interpretada por Rose McGowan.
O Hal David Starlight Award, criado em 2004, foi renomeado em homenagem ao presidente do SHOF por seu apoio de longa data aos jovens compositores. Destinatários são talentosos compositores que estão em um ápice em suas carreiras e estão fazendo um impacto significativo na indústria da música através de suas canções originais. John Rzeznik junta-se à prestigiada empresa de Rob Thomas, Alicia Keys, John Mayer e John Legend como destinatários últimos do Prêmio Starlight David Hal.
Como compositor de uma das bandas mais vendidas e mais queridas do rock, John Rzeznik escreveu uma série de canções de sucesso, começando em 1995 com os sucessos número 1, "Name", "Iris" e "Slide", seguidos por "Black Balloon", "Broadway", "Here is Gone", "Big Machine", "Sympathy", "Better Days", "Stay With You" e "Let Love In" Em Hot AC Radio história com 14 faixas consecutivas. "Iris" passou quase um ano no Billboard cartas airplay e 18 semanas em # 1. "Slide" foi # 1 em seis diferentes formatos de rádio. O Goo Goo Dolls venderam 10 milhões de discos em todo o mundo e foram nomeados para quatro Grammys e um MTV Video Award.

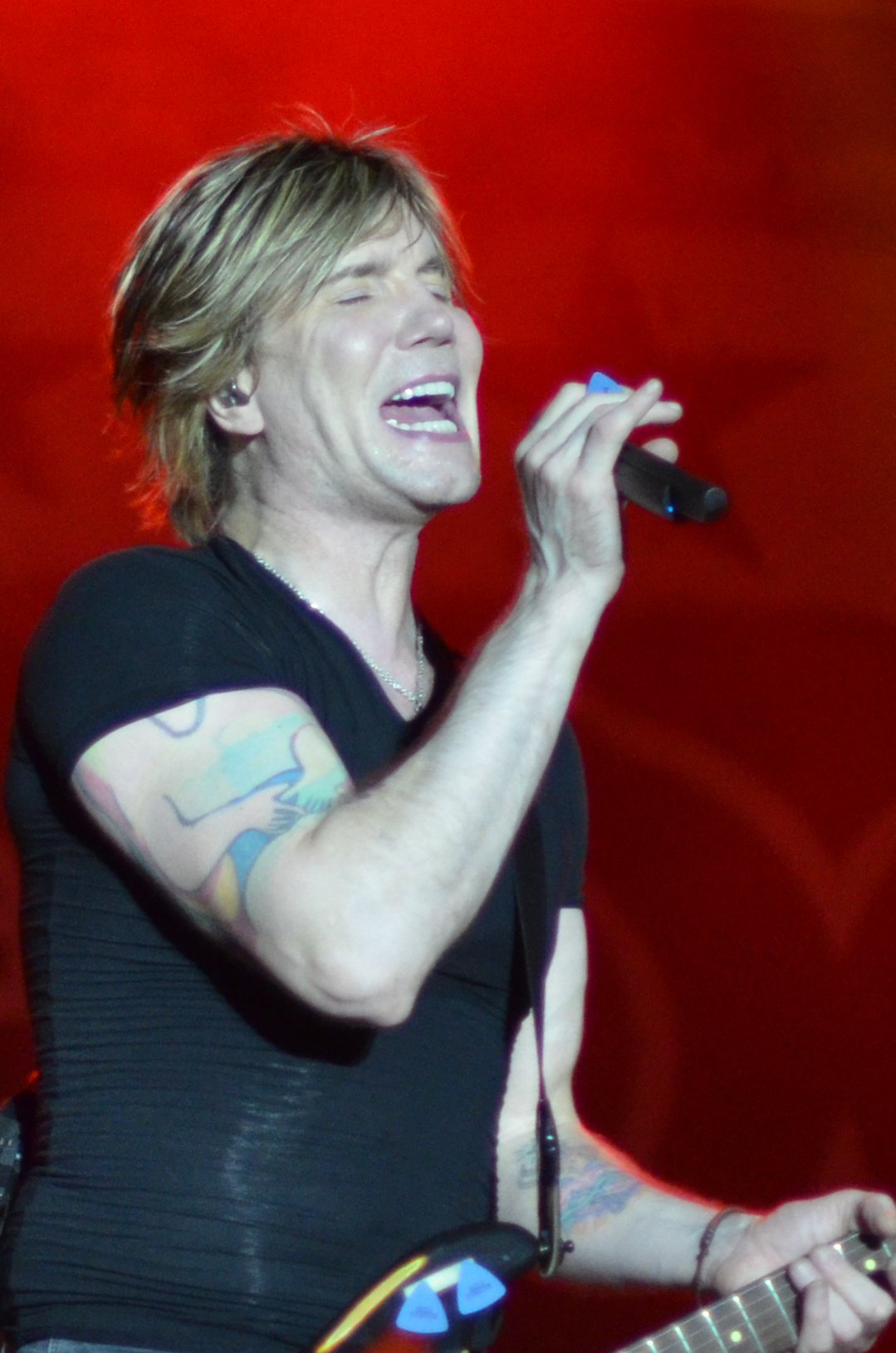
John Rzeznik em concerto Divots Norfolk na Inglaterra 2013.

## Influências
A maioria das músicas que Rzeznik ouviu enquanto crescia foi influenciada por suas irmãs, e composta principalmente de clássicos do rock como The Beatles, The Rolling Stones e The Kinks. A mais jovem de suas quatro irmãs mais velhas gostava de música punk, e Rzeznik começou a se interessar por bandas como os Sex Pistols e The Clash. Rzeznik atribui o seu dom para a melodia a ouvir bandas como Kiss, Cheap Trick, e Rush. Rzeznik também cita Paul Westerberg como uma influência "óbvia" a sua música.